# Menhir von Morl
Der Menhir von Morl ist ein vorgeschichtlicher Menhir bei Morl, einem Ortsteil von Petersberg (Saalekreis) in Sachsen-Anhalt.

## Lage
Der Menhir befindet sich etwa 2 km südwestlich von Morl und etwa 1 km nördlich der Saale auf erhöhtem Gelände im FFH-Teilgebiet Franzigmark innerhalb des FFH-Gebietes Porphyrkuppenlandschaft nordwestlich Halle. Er stand ursprünglich an der alten Salzstraße zwischen Halle (Saale) und Wettin. An dieser Straße sollen ursprünglich mehrere Steine gestanden haben, darunter auch einige Nagelsteine. Das Gelände gehörte zeitweilig zu einem Truppenübungsplatz der NVA bzw. der Bundeswehr. Als dieser 2007 aufgelöst wurde, wäre der Stein beinahe beseitigt worden. Er wurde aber schließlich 25 m südöstlich seines ursprünglichen Standorts wieder aufgestellt. In der Nähe liegen mehrere Grabhügel: 1,7 km südöstlich der einzige noch erhaltene von ursprünglich fünf Grabhügeln von Morl und 1,9 km südwestlich die beiden Grabhügel von Brachwitz. 3 km südwestlich befindet sich ein weiterer Menhir: Die Steinerne Jungfrau in Dölau.

## Beschreibung
Der Menhir besteht aus Braunkohlenquarzit und hat durch Verwitterung teilweise eine schwarze Farbe angenommen. Er hat eine Höhe von 140 cm, eine Breite von 92 cm und eine Tiefe von 42 cm. Er ist plattenförmig und läuft nach oben schräg aus.